# Мисс США
Мисс США (англ. Miss USA) — национальный конкурс красоты, на котором выбирается самая красивая женщина Соединённых Штатов. Конкурс проходит ежегодно с 1952 года на территории США, победительница участвует в конкурсе «Мисс Вселенная». Существует также конкурс Miss Teen USA.

## История
Конкурс красавиц Мисс США, организованный в 1950 году, существует наряду с конкурсом талантов Мисс Америка. Спонсором конкурса выступил производитель купальных костюмов Catalina, сам конкурс Мисс США был учреждён главным образом для продвижения на рынок новых моделей бикини. Позже в состав организаторов конкурса вошли Gulf+Western Industries, ITT Corporation и миллиардер Дональд Трамп, он владеет правами на конкурс с 1996 года.
Первый конкурс Мисс США и конкурс Мисс Вселенная прошли в Лонг-Бич, Калифорния в 1952 году; первой Мисс США стала Мисс Нью-Йорк Джеки Логери. Тридцать девушек участвовали в этом конкурсе, на конкурсе были представлены не все штаты. С 1970-х годов, каждый штат делегирует на конкурс свою представительницу. Мисс Аляска впервые появилась на конкурсе в 1959 году и Мисс Гавайи в 1960 году.
Компания CBS транслировала конкурс с 1963 по 2002 годы и в течение многих лет имела эксклюзивные права на показ и проведение шоу. Джон Чарльз Дэли вёл шоу в 1963—1966 годах, Боб Баркер — с 1967 по 1987 годы, Алан Тик — в 1988 году, Дик Кларк — в 1989—1993 годах и Боб Гоэн — в 1994—1996 годах. Это шоу имело высокий рейтинг в 1980-х годах. В 1990-е и 2000-е, наблюдалось снижение зрительского интереса с 20 миллионов до 7 миллионов в 2000—2001 годах. В 2002 году Дональд Трамп заключил договор на показ конкурса с каналом NBC, который показывает конкурсы Мисс США, Мисс Вселенная и Miss Teen USA. Конкурс впервые показан по каналу NBC в 2003 году.
Исторически победительница конкурса Мисс США представляла США на конкурсе «Мисс Вселенная». К 2008 году семь Мисс США за историю конкурса победили в конкурсе Мисс Вселенная. С середины 1960-х в случае победы мисс США на конкурсе Мисс Вселенная её титул переходит к первой вице-мисс. Так же было в 1980, 1995 и 1997 годах. В 1967 году первая вице-мисс отказалась от титула и короны в пользу второй вице-мисс Черил Паттон. В 1957 году титул и корона Мисс США были переданы первой вице-мисс, Шарлотт Шеффилд, из-за того, что изначальная победительница, Мэри Леона Гейдж, была дисквалифицирована. Уже по прошествии конкурса выяснилось, что она была замужем и имела детей.

## Конкурс

Корона Мисс США

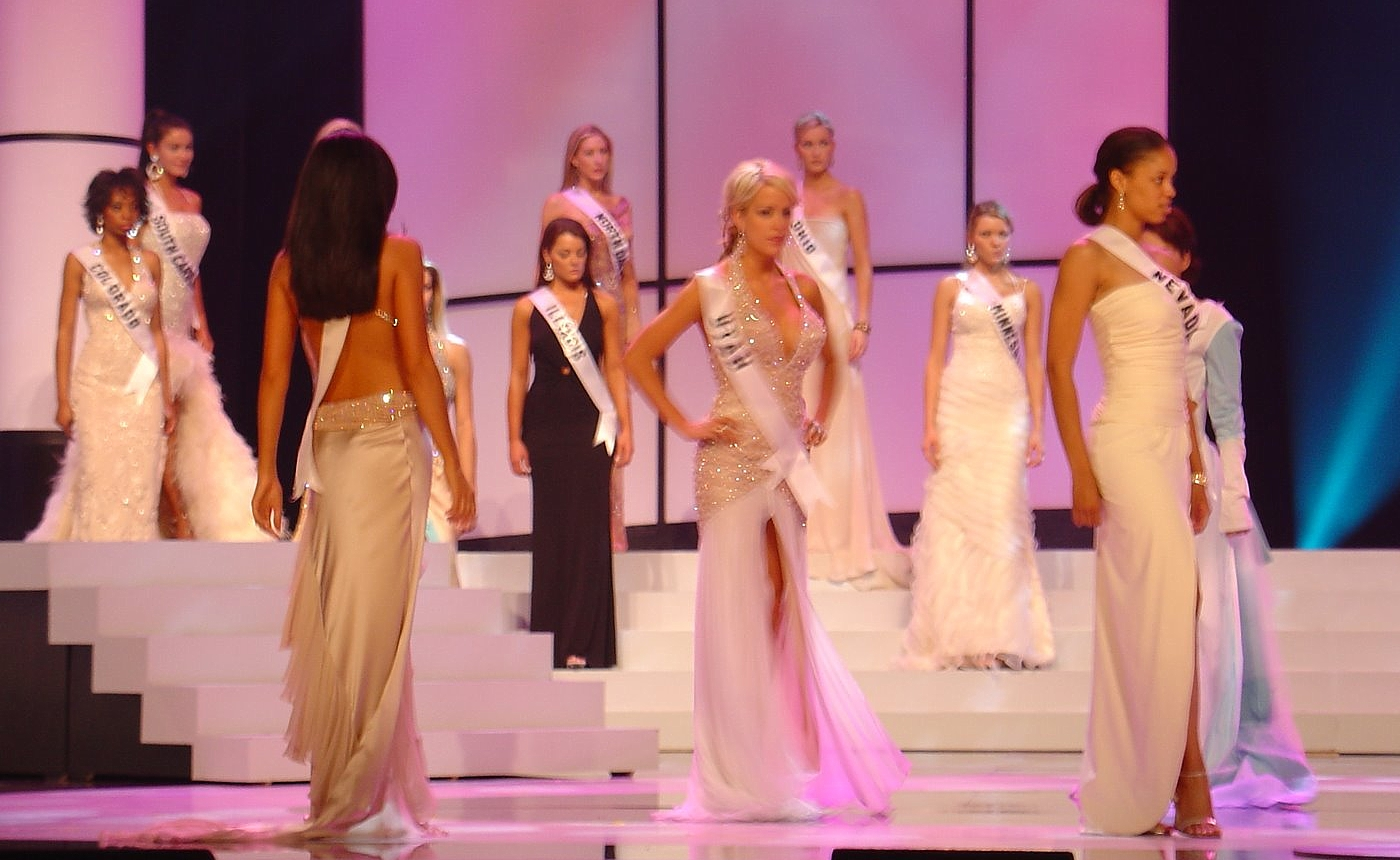
Конкурс Мисс США 2004

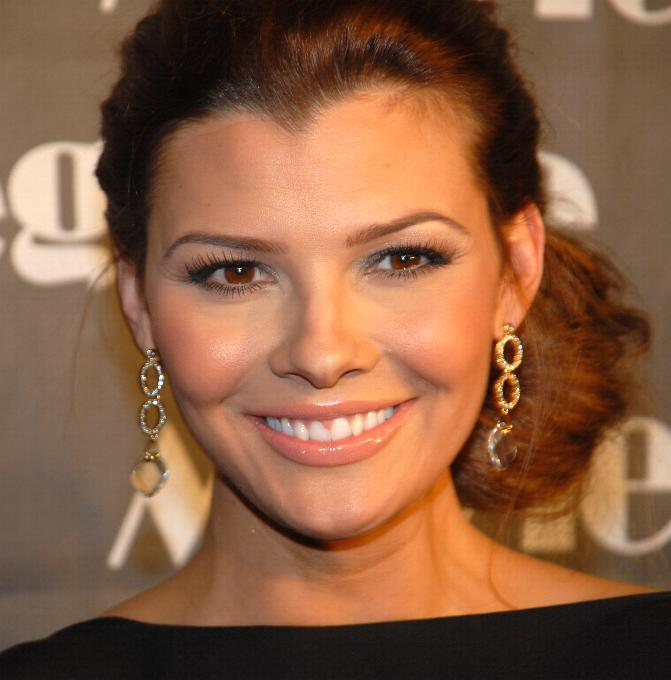
Эли Ландри — Мисс США 1996

Как и в конкурсе Мисс Америка, участники конкурса Мисс США выступают в вечерних платьях, купальниках, и отвечают на вопросы жюри.
В отличие от конкурса «Мисс Америка», участницы «Мисс США» не обязаны потрясать аудиторию какими- либо особенными талантами. Упор делается на внешние данные и находчивость при ответе на вопросы.
В настоящее время конкурс состоит из предварительного отбора, проводимого на неделю ранее, где все участники выступают перед жюри в купальниках и платьях и проходят интервью. Из числа участников выбирают полуфиналистов, имена которых оглашаются в прямом эфире финального конкурса. Часть участников отсеивается после выступлений в купальниках и вечерних платьях, а оставшиеся участвуют в следующем туре — интервью. Имена победительниц и обладательницы титула Мисс США оглашаются в завершение телетрансляции. Составы жюри на предварительном отборе и в финале, как правило, различаются.
С 1975—2000 гг все соискатели, прошедшие предварительный отбор, соперничали в конкурсном интервью в том или ином формате, часто с участием всех полуфиналисток. К 2001 году этап собеседований исключили, оставив только «последний вопрос» для 5 лучших участников. Таким образом, только последние соперники выступают с речью перед жюри финала.
С 1979—2002 средний балл каждой участницы показывался в телевизионном эфире, таким образом определялись полуфиналистки. В 2003 на смену этому пришла система «кружков», в которой жюри наделяют некоторое число участниц «кружками», и отбор проходят набравшие наибольшее число «кружков». Таким образом, жюри вернулись к системе, которая использовалась до «компьютерной» системы оценки, введённой в 1979.

## Конкурсы в штатах
Каждый год каждый штат проводит предварительный конкурс на выбор своего делегата на конкурс Мисс США. В некоторых штатах (таких, как Техас и Флорида), также проводятся местные конкурсы для определения делегатов на конкурс «Мисс Штата». Победительницы носят титул «Мисс штата США» в течение года.
Наиболее удачлив штат Техас, откуда родом наибольшее число полуфиналисток и победительниц конкурса, в том числе последовательно пять титулов «Мисс США» в течение 1980-х. Другие удачливые штаты включают Калифорнию, Нью-Йорк, Алабаму, Теннесси и Джорджию. Наименее удачливы штаты: Делавэр, который не побеждал никогда; Монтана, который не побеждал с 1950-х; Южная Дакота, который побеждал всего дважды (последний раз в 1974); и Вайоминг, который второй раз победил в 2010. Единственный штат, который завоевал более одного титула «Мисс Вселенная», — это Южная Каролина.
Организация «Мисс Вселенная» выдаёт лицензии на проведение местных конкурсов группам директоров, которые в некоторых случаях несут ответственность за несколько штатов. Наиболее успешны группы: RPM Productions, созданная в 1980 году (штаты Луизиана, Северная Каролина, Южная Каролина), а также Vanbros, созданная в начале 1990-х (штаты Арканзас, Канзас, Миссури, Небраска и Оклахома). Future Productions управляет наибольшим числом штатов — шестью — по Среднему Западу и Скалистым горам.

## Победительницы
Первой азиаткой, выигравшей конкурс, стала Мэй Шенли в 1984 году, а первой чернокожей победительницей стала Кэрол Гист в 1990.
Брэнди Шервуд — единственная женщина, которая имеет титулы «Юная мисс США» и «Мисс США». Она вначале получила титул «Юная мисс Айдахо», «Юная Мисс США 1989», «Мисс Айдахо 1997», первая вице-мисс на конкурсе «Мисс США 1997» и в мае 1997 года стала Мисс США после того, как Брук Ли выиграла конкурс «Мисс Вселенная». Некоторые победительницы также имели титулы:
Шанна Моаклер (1995), («Юная мисс Род-Айленд» 1992), Эли Ландри (1996), («Юная мисс Луизиана» 1990), Кимберли Пресслер (1999) («Юная мисс Нью-Йорк» 1994), Линнетт Коул (2000) («Юная мисс Теннесси» 1995), Сюзи Кастильо (2003) («Юная мисс Массачусетс» 1998), Челси Кули (2005) («Юная мисс Северная Каролина» 2000), Тара Коннер (2006) («Юная мисс Кентукки» 2002) и Рэйчел Смит (2007) («Юная мисс Теннеси»).
Пять Мисс США участвовали также и в конкурсе Мисс Америка: в 1954—1956 годах (Мириам Стивенсон, Карлин Кинг Джонсон, Кэрол Моррис), Мэй Шенли (1984) и Шанди Финнесси (2004).
Многие Мисс США делают карьеру в индустрии развлечений: Саммер Бартоломью, Дебора Шелтон, Лаура Херринг, Шанна Моаклер, Эли Ландри, Кения Мур, Брэнди Шервуд, Сюзи Кастильо и Шанди Финнесси.

### Победительницы конкурса
| Год           | Фото  | Мисс США          | Местный конкурс        | Город, где проводился конкурс | Место на конкурсе «Мисс Вселенная» |
| ------------- | ----- | ----------------- | ---------------------- | ----------------------------- | --- |
| Мисс США 2024 | thump | Альма Купер       | Мисс Мичиган           | Лос-Анджелес, Калифорния      | Участвовала в конкурсе «Мисс Вселенная 2024»; не прошла в полуфинал |
| Мисс США 2023 |       | Ноэлия Войт       | Мисс Юта               | Рино, Невада                  | Топ 20 на конкурсе «Мисс Вселенная 2023» |
| Мисс США 2022 | thump | Морган Романо     | Мисс Северная Каролина | Рино, Невада                  | Морган Романо была выбрана в качестве Мисс Северная Каролина США в 2022 году, заняла второе место в конкурсе «Мисс США» 2022 года. После того как Р’Бонни Габриэль — Мисс США 2022 — победила на «Мисс Вселенная 2022» 14 января 2023 года, Романо приняла титул Мисс США 2022 года. |
| Мисс США 2022 | thump | Р’Бонни Габриэль  | Мисс Техас             | Рино, Невада                  | Мисс Вселенная 2022 |
| Мисс США 2021 |       | Эль Смит          | Мисс Кентукки          | Талса, Оклахома               | Топ 10 на конкурсе «Мисс Вселенная 2021» |
| Мисс США 2020 |       | Ася Бранч         | Мисс Миссисипи         | Мемфис, Теннесси              | Топ 21 на конкурсе «Мисс Вселенная 2020» |
| Мисс США 2019 | thump | Чесли Крист       | Мисс Северная Каролина | Рино, Невада                  | Топ 10 на конкурсе «Мисс Вселенная 2019» |
| Мисс США 2018 | thump | Сара Роуз Саммерс | Мисс Небраска          | Шривпорт, Луизиана            | Топ 20 на конкурсе «Мисс Вселенная 2018» |
| Мисс США 2017 | thump | Кара Маккалоу     | Мисс Округ Колумбия    | Лас-Вегас, Невада             | Топ 10 на конкурсе «Мисс Вселенная 2017» |
| Мисс США 2016 | thump | Дешона Барбер     | Мисс Округ Колумбия    | Лас-Вегас, Невада             | Топ 9 на конкурсе «Мисс Вселенная 2016» |
| Мисс США 2015 |       | Оливия Джордан    | Мисс Оклахома          | Батон-Руж, Луизиана           | 2-я вице-мисс на конкурсе «Мисс Вселенная 2015» |
| Мисс США 2014 | thump | Ниа Санчес        | Мисс Невада            | Батон-Руж, Луизиана           | 1-я вице-мисс на конкурсе «Мисс Вселенная 2014» |
| Мисс США 2013 |       | Эрин Брэди        | Мисс Коннектикут       | Лас-Вегас, Невада             | Топ 10 на конкурсе «Мисс Вселенная 2013» |
| Мисс США 2012 |       | Нана Меривезер    | Мисс Мэриленд          | Лас-Вегас, Невада             | Нана Меривезер была выбрана в качестве Мисс Мэриленд США в 2012 году, заняла второе место в конкурсе «Мисс США» 2012 года. После того как Оливия Калпо — Мисс США 2012 — победила на «Мисс Вселенная 2012» 19 декабря 2012 года, Меривезер приняла титул Мисс США 2012 года.         |
| Мисс США 2012 |       | Оливия Калпо      | Мисс Род-Айленд        | Лас-Вегас, Невада             | Мисс Вселенная 2012 |
| Мисс США 2011 |       | Алисса Кампанелла | Мисс Калифорния        | Лас-Вегас, Невада             | Топ 16 на конкурсе «Мисс Вселенная 2011» |
| Мисс США 2010 |       | Рима Факих        | Мисс Мичиган           | Лас-Вегас, Невада             | Участвовала в конкурсе «Мисс Вселенная 2010»; не прошла в полуфинал |
| Мисс США 2009 |       | Кристен Далтон    | Мисс Северная Каролина | Лас-Вегас, Невада             | Топ 10 на конкурсе «Мисс Вселенная 2009» |
| Мисс США 2008 |       | Кристл Стюарт     | Мисс Техас             | Лас-Вегас, Невада             | Топ 10 на конкурсе «Мисс Вселенная 2008» |
| Мисс США 2007 |       | Рэйчел Смит       | Мисс Теннеси           | Голливуд, Калифорния          | 4-я вице-мисс на конкурсе «Мисс Вселенная 2007» |
| Мисс США 2006 |       | Тара Коннер       | Мисс Кентукки          | Балтимор, Мэриленд            | 4-я вице-мисс на конкурсе «Мисс Вселенная 2006» |
| Мисс США 2005 |       | Челси Кули        | Мисс Северная Каролина | Балтимор, Мэриленд            | Топ 10 на конкурсе «Мисс Вселенная 2005» |
| Мисс США 2004 |       | Шанди Финнесси    | Мисс Миссури           | Голливуд, Калифорния          | 1-я вице-мисс на конкурсе «Мисс Вселенная 2004» |
| Мисс США 2003 |       | Сюзи Кастильо     | Мисс Массачусетс       | Сан-Антонио, Техас            | Топ 15 на конкурсе «Мисс Вселенная 2003» |
| Мисс США 2002 |       | Шанти Хинтон      | Мисс Округ Колумбия    | Гэри, Индиана                 | Участвовала в конкурсе «Мисс Вселенная 2002»; не прошла в полуфинал |
| Мисс США 2001 |       | Кэндес Крюгер     | Мисс Техас             | Гэри, Индиана                 | 2-я вице-мисс на конкурсе «Мисс Вселенная 2001» |

### Статистика побед на конкурсе
| Штат                       | Титул | Год                                                |
| -------------------------- | ----- | -------------------------------------------------- |
| Техас                      | 10    | 1977 1985 1986 1987 1988 1989 1995← 2001 2008 2022 |
| Калифорния                 | 6     | 1959 1966 1975 1983 1992 2011                      |
| Мичиган                    | 4     | 1990 1993 2010 2024                                |
| Северная Каролина          | 4     | 2005 2009 2019 2022                                |
| Вашингтон (округ Колумбия) | 4     | 1964 2002 2016 2017                                |
| Нью-Йорк                   | 4     | 1952 1979 1995^ 1999                               |
| Гавайи                     | 4     | 1962 1972 1978 1997←                               |
| Иллинойс                   | 4     | 1953 1963 1973 1974                                |
| Юта                        | 3     | 1957~ 1960← 2023                                   |
| Южная Каролина             | 3     | 1954 1980 1994                                     |
| Луизиана                   | 3     | 1958 1961 1996                                     |
| Кентукки                   | 2     | 2006 2021                                          |
| Мэриленд                   | 2     | 1957 (Dethroned) 2012                              |
| Теннесси                   | 2     | 2000 2007                                          |
| Массачусетс                | 2     | 1998 2003                                          |
| Огайо                      | 2     | 1965 1981                                          |
| Виргиния                   | 2     | 1969 1970                                          |
| Миссисипи                  | 1     | 2020                                               |
| Небраска                   | 1     | 2018                                               |
| Оклахома                   | 1     | 2015                                               |
| Невада                     | 1     | 2014                                               |
| Коннектикут                | 1     | 2013                                               |
| Род-Айленд                 | 1     | 2012                                               |
| Миссури                    | 1     | 2004                                               |
| Айдахо                     | 1     | 1997^                                              |
| Канзас                     | 1     | 1991                                               |
| Нью-Мексико                | 1     | 1984                                               |
| Арканзас                   | 1     | 1982                                               |
| Аризона                    | 1     | 1980^                                              |
| Миннесота                  | 1     | 1976                                               |
| Пенсильвания               | 1     | 1971                                               |
| Вашингтон                  | 1     | 1968                                               |
| Алабама                    | 1     | 1967←                                              |
| Флорида                    | 1     | 1967^                                              |
| Айова                      | 1     | 1956←                                              |
| Вермонт                    | 1     | 1955                                               |

## Награды
На конкурсе «Мисс США» чаще всего присуждают титулы «Мисс Дружелюбие» и «Мисс Фотогеничность».
Титул «Мисс Дружелюбие» присуждается наиболее дружелюбным конкурсанткам, благодаря которым атмосфера конкурса улучшилась. С 1952 г. по 1964 г., когда конкурсы «Мисс США» и «Мисс Вселенная» проводились одновременно, премия «Мисс Дружелюбие» могла быть выиграна участницей либо одного, либо другого мероприятия. А в 1960 году имела место ничья, когда титул достался «Мисс Бирма» Минт Минт Мэй (Myint Myint May) и «Мисс Луизиана» Ребекке Флетчер (Rebecca Fletcher). Штат Вермонт завоевал пять наград «Мисс Дружелюбность», что вдвое больше, чем любой другой штат.
Титул «Мисс Фотогеничность» впервые был присуждён в 1965, и до 1996 года выбирался журналистами, когда он был впервые выбран с помощью интернет-голосования. За всю историю этого титула была только одна ничья, в 1980 году, когда он был разделён между Джайнин Форд (Jineane Ford) из Аризоны и Элизабет Ким Томас (Elizabeth Kim Thomas) из Огайо. Штат, который выиграл наибольшее число этих титулов — это Вирджиния.
Другие награды, которые вручались, включают: «Лучший костюм штата» (1962—1993), «Лучший стиль» (1995—2001) и «Самые красивые глаза» (1993). В 1998 году специальной награды «За особые достижения» удостоилась Хэлли Берри. Берри была «Мисс Огайо» 1986 и была первой вице-мисс за Кристи Фихтнер (Christy Fichtner) из Техаса. Впоследствии она стала известной актрисой и завоевала «Оскар».